# Go 2
Albums de XTC
White Music
(1978) Drums and Wires
(1979)
Singles
1. Are You Receiving Me?
Sortie : octobre 1978

Go 2 est le deuxième album du groupe XTC, sorti en octobre 1978.

## Pochette
Conçue par le studio Hipgnosis, la pochette de Go 2 est entièrement occupée par un texte en caractères blancs sur fond noir. Il explique comment les pochettes sont conçues pour faire vendre des disques.

## Titres
Toutes les chansons sont d'Andy Partridge, sauf mention contraire.

### Face 1
1. Meccanik Dancing (Oh We Go!) – 2:36
2. Battery Brides (Andy Paints Brian) – 4:37
3. Buzzcity Talking (Colin Moulding) – 2:41
4. Crowded Room (Moulding) – 2:53
5. The Rhythm (Moulding) – 3:00
6. Red – 3:02

### Face 2
1. Beatown – 4:37
2. Life Is Good in the Greenhouse – 4:41
3. Jumping in Gomorrah – 2:04
4. My Weapon (Barry Andrews) – 2:20
5. Super-Tuff (Andrews) – 4:27
6. I Am the Audience (Moulding) – 3:48

Le single Are You Receiving Me? est absent de la version britannique du 33 tours, mais figure sur les éditions américaine et canadienne. Il est également présent sur la réédition au format CD.

## Musiciens
- Andy Partridge : guitare, chant
- Colin Moulding : basse, chant
- Barry Andrews : claviers, saxophone, chant
- Terry Chambers : batterie, chant